# Darchenia bernadettae
Genre
Espèce
Darchenia bernadettae, unique représentant du genre Darchenia, est une espèce de scorpions de la famille des Buthidae.

## Distribution
L'origine de cette espèce est incertaine : pour Vachon, elle est endémique du Yucatán au Mexique mais pour Lourenço, cette espèce serait africaine probablement du Gabon.

## Étymologie
Cette espèce est nommée en l'honneur de Bernadette Darchen.
Ce genre est nommé en l'honneur de Bernadette et Roger Darchen.

## Publication originale
- Vachon, 1977 : « Contribution à l'étude des scorpions Buthidae du nouveau monde. I. Complément à la connaissance de Microtityus rickyi Kj. W. 1956 de l'ile de la Trinité. II. Description d'une nouvelle espèce et d'un nouveau genre mexicains: Darchenia bernadettae. III. Clé de détermination des genres de Buthidae du nouveau monde. » Acta Biologica Venezuelica, vol. 9, no 3, p. 283–302.